# Velocidad de crucero

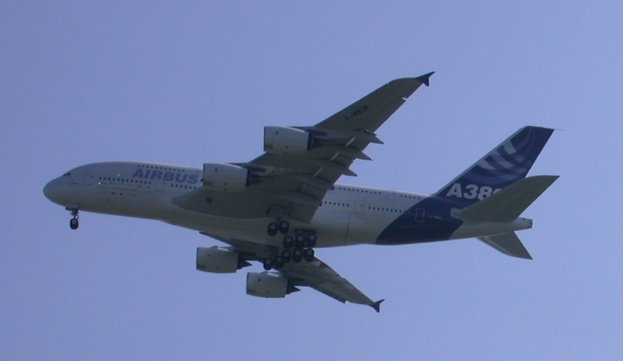
El A380 despegando por primera vez el 27 de abril de 2005.

Velocidad de crucero o velocidad media se define como aquella velocidad constante y uniforme que puede llevar una aeronave en condiciones normales de presión y temperatura (por sus siglas CNPT), sin sufrir perturbación o variación de velocidad, altura, tracción y resistencia en el vuelo. Es aquella velocidad estable en la cual se mantiene el avión en la mayoría de su trayecto, actuando como un piloto automático, requiriendo poco esfuerzo por parte de la tripulación.

## Origen

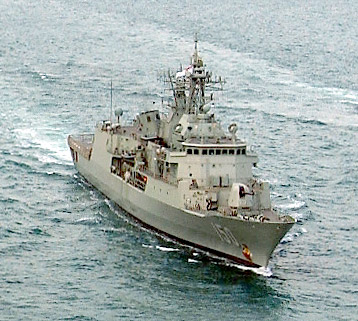
HMAS Anzac fragata de la Royal Australian Navy.

Velocidad crucero era una expresión del lenguaje marítimo, creada para describir la velocidad media que llevaban los buques en mar abierto, disminuyendo el roce continuo de la marejada sobre la estructura del barco, que llegaban a alcanzar una velocidad crucero de los 30 km/h, sufriendo los esfuerzos mínimos en el viaje, que es la velocidad que “cruza” su ruta, así es el nombre de velocidad crucero.

## Características
Sus características fundamentales son:
- Disminuye considerablemente el consumo de combustible, durante el trayecto, más lento o más rápido a esta velocidad aumenta el consumo.
- Los planos aerodinámicos están sometidos a presiones o fuerzas menores frente a la resistencia al avance.
- Los motores (tanto a reacción como los de pistón), se encuentran funcionando a niveles óptimos de temperatura, presión y desgastes en el vuelo.
- Aumenta la vida de los motores, ya que no están sometidos a altos esfuerzos en el vuelo.

Toda aeronave posee su propia velocidad crucero estándar, que va a depender del tipo de motor, la envergadura del fuselaje y la superficie alar; como por ejemplo en aviones monomotores como lo es el Beechcraft T-34 Mentor que posee una velocidad media estable de los 420 km /h y en aviones comerciales como lo es el Airbus 380, con motores reactores Trent 900 o GP 7000 va entre los 900 y los 1000 km/h a 10.675 m (35.000 pies).
Últimamente se ha creado un sistema stand by para lograr el adecuamiento de la aeronave en vuelo, manteniéndolo uniformemente estable durante todo su trayecto; y es lo que conocemos hoy en día como el Piloto Automático.
Todos los planos aerodinámicos, como los son los flaps, spoilers (en aviones comerciales), alerones, elevadores, timón de dirección; se encuentran en un perfecto alineamiento con el roce del aire en la superficie, cuando alcanzan una velocidad crucero estable.

## Factores que impiden un vuelo estable
Esta velocidad no siempre se logra alcanzar en un vuelo recto y nivelado, ya que en vuelo, las presiones de la atmósfera varían con respecto a la temperatura y el avión tiende a perder altura o altitud en su trayectoria continuamente.